# Darrell Waltrip
Darrell Waltrip (Owensboro, Kentucky; 5 de febrero de 1947) es un piloto de automovilismo de velocidad que se destacó en stock cars. Fue tres veces campeón de la Copa NASCAR en 1981, 1982 y 1985, subcampeón en 1979, 1983 y 1986, y tercero, cuarto o quinto en otras seis temporadas. Es el hermano mayor del piloto y propietario Michael Waltrip.

## Biografía

### Carrera en NASCAR
Waltrip debutó en la Copa NASCAR en el año 1972, y compitió regularmente desde 1975 hasta 2000. La mayor parte de su carrera, fue piloto de la General Motors en los equipos DiGard, Junior Johnson, Hendrick, Earnhardt y uno propio, Waltrip. No obstante, sus primeros y últimos años los corrió con automóviles de las marcas Mercury y Ford respectivamente.
Obtuvo 84 victorias en la categoría, todas ellas para las marcas de Buick, Oldsmobile y Pontiac de la General Motors, lo cual lo coloca cuarto en la tabla histórica empatado con Bobby Allison. Entre ellas se destacan una en las 500 Millas de Daytona de 1989; cinco en las 600 Millas de Charlotte de 1978, 1979, 1985, 1988 y 1989; 12, 11 y 10 en los óvalos cortos de Bristol, Martinsville y North Wilkesboro; y cinco en el autódromo de Riverside. En 809 carreras en la Copa NASCAR, logró 271 arribos ente los primeros cinco y 59 pole positions.
Asimismo, Waltrip logró 13 victorias en la división promocional NASCAR Busch Series y ganó la Carrera de las Estrellas de la NASCAR de 1985. También fue dos veces subcampeón y dos veces tercero en la International Race of Champions, con tres victorias y 17 top 5 en 28 participaciones.
Luego de su retiro como piloto, se desempeñó como relator y periodista de NASCAR de la cadena de televisión Fox y de Speed desde 2001 (donde narró emotivamente la victoria de su hermano Michael en las 500 millas de Daytona, pero fue eclipsado por la muerte de Dale Earnhardt) hasta 2019. Asimismo, tiene concesionarios de automóviles en Franklin, Tennessee, de donde es oriundo.

### Carrera cinematográfica
Waltrip actuó de sí mismo en las películas sobre automovilismo Talladega Nights: The Ballad of Ricky Bobby, Cars, Cars 2 y Cars 3 en las últimas tres como Darrell Cartrip, un Chevrolet Monte Carlo 1977.